# Volovets
Volovets (ucraniano: Волове́ць; húngaro: Volóc) es un asentamiento de tipo urbano de Ucrania, capital del raión homónimo en la óblast de Zakarpatia.
En 2018, su población se estimaba en 5166 habitantes. En su territorio se incluye como pedanía el pueblo de Kanora.
Se conoce su existencia desde 1433, cuando se menciona como un dominio de la familia Perényi. En el siglo XVII pasó a formar parte de las tierras de Mukácheve y en 1645 pasó a pertenecer a los dominios de Jorge Rákóczi II. En 1657 la localidad fue destruida por las tropas polacas. Tras la derrota en la guerra de Independencia de Rákóczi, las tierras fueron confiscadas a los Rákóczi y entregadas al conde Karl Schönborn. A mediados del siglo XIX se instaló aquí una pista de salto de esquí que fue utilizada por Francisco José I cuando visitó el lugar con su familia en 1862.
Se ubica unos 50 km al este de la capital regional Úzhgorod.